# Nuuksio
Nuuksio, švédsky Noux, je část městské čtvrti Vanha-Espoo v Espoo v provincii Uusimaa v jižním Finsku. Nachází se u jezer Nuuksion Pitkäjärvi, Velskolan pitkäjärvi, Haukkalampi a několika dalších jezer.

## Popis oblasti
Nuuksio je charakteristické mozaikovitou krajinou se strmými údolími, uhlazenými skalami, lesy, jezery, hodnotnou přírodou a přírodními tábořišti. Známé je především národním parkem Nuuksio a přírodními rezervacemi. Jezera na západní straně Nuuksia se vlévají do řeky Gumbölenjoki, zatímco jezera na východní straně se vlévají do řeky Vantaanjoki.

## Další informace
V části Solvalla je středisko zimních aj. sportů (Solvalla Idrottsinstitut), nejstarší finská sjezdovka, možnosti ubytování. V roce 2013 bylo v Solvalla otevřeno Finské přírodní centrum Haltia (Suomen luontokeskus Haltia), které představuje finskou přírodu jako celek a také funguje jako restaurace, muzeum, rozhledna Pohjannaula, obchod s turistickými potřebami a informační centrum národního parku Nuuksio. Název Nuuksio pochází ze samštiny a nejstarší písemné zmínky o osídlení v tomto místě pocházejí z roku 1500. Nachází se zde také řada turistických tras, cyklotras a pláž.
- Maahisenkierros - okružní turistická trasa

## Galerie

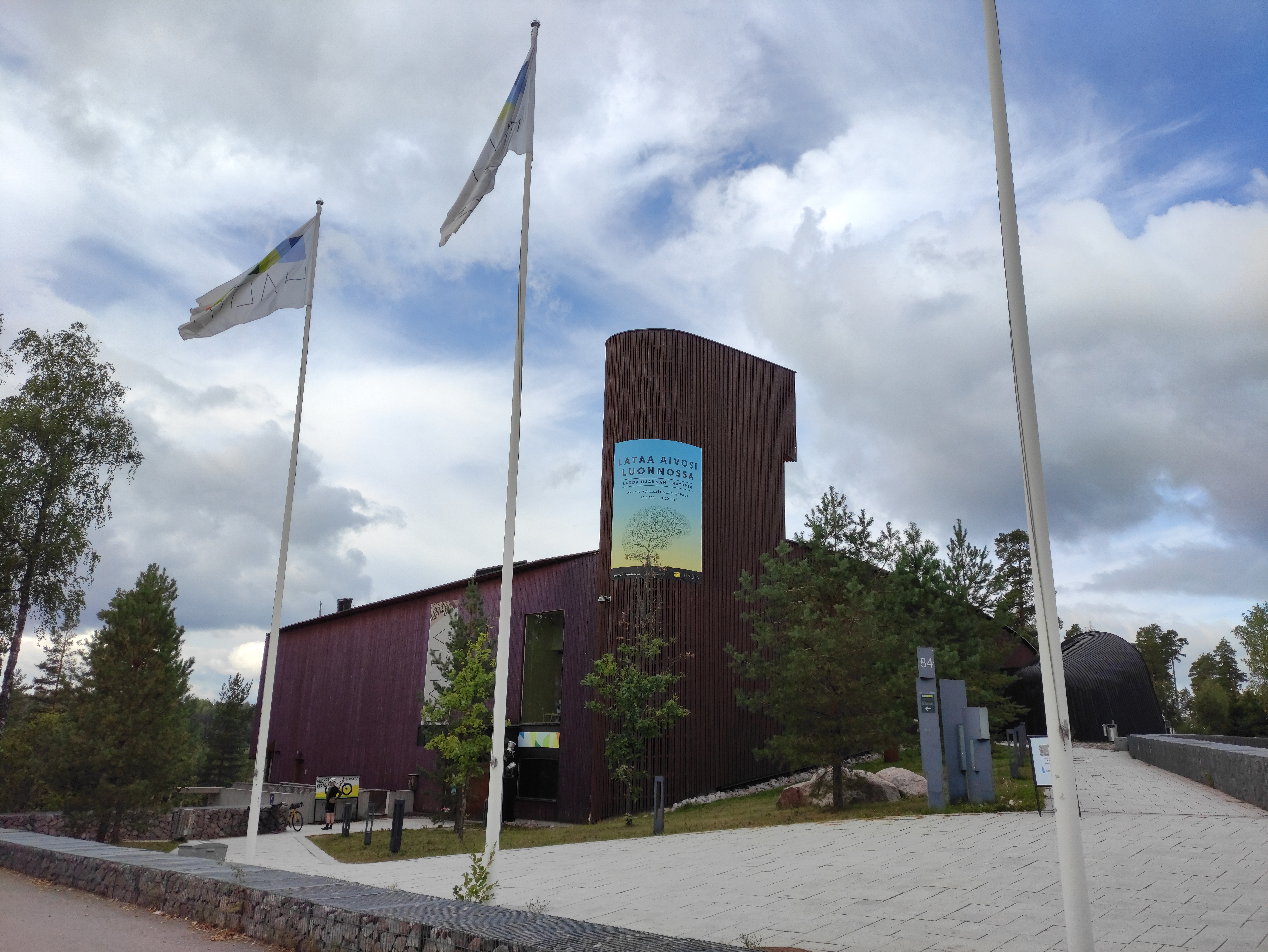
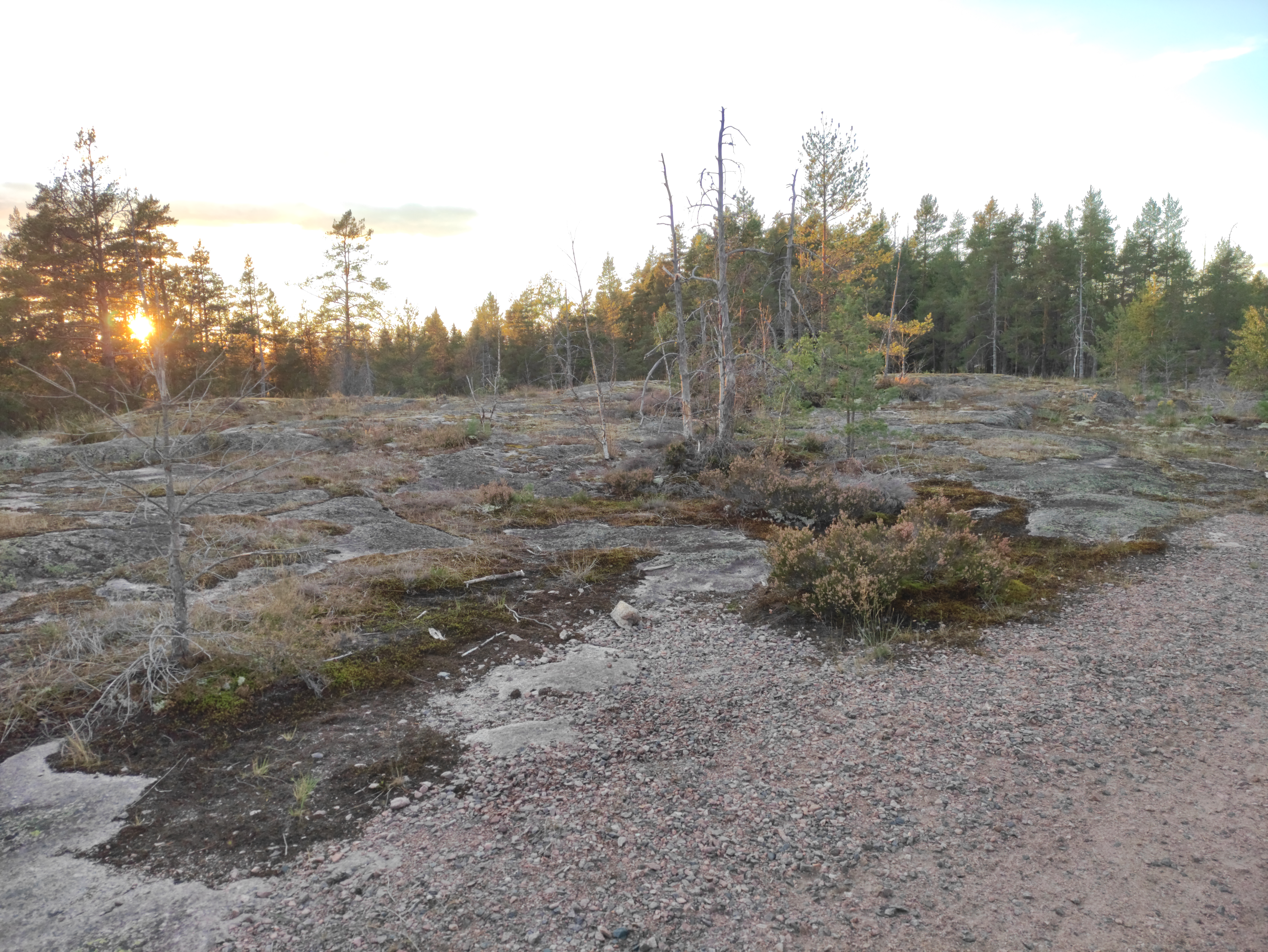
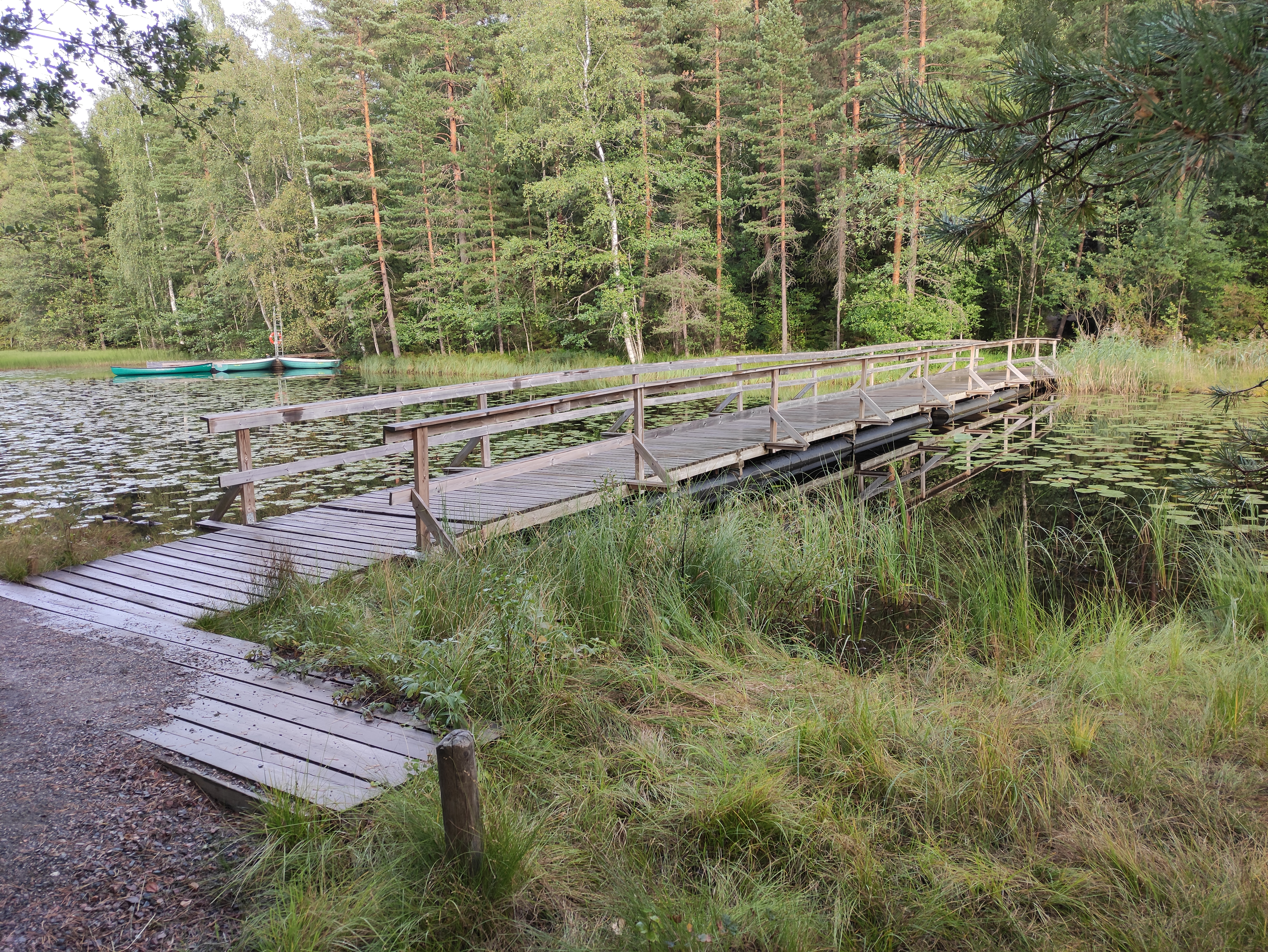